# Eleccions cantonals franceses de 1992
Les eleccions cantonals es van celebrar el 22 i 29 de març de 1992.

## Resultats
La taxa d'abstenció s'elevà al 29,34% a la primera volta. Els resultats confirmaren la tendència de les eleccions regionals. Aleshores al poder, el Partit Socialista va perdre sis presidències de Consell General en profit de l'oposició de dretes (RPR i UDF): Nord, Puèi Domat, Droma, Gers, Dordonya, Valclusa. L'esquerra conservà finalment un total de 21 presidències.
Arran d'aquesta desfeta electoral, el president de la República, François Mitterrand, nomenà un nou Primier ministre, Pierre Bérégovoy, el 12 d'abril de 1992, per tal que formi un nou govern.